# Fumiyuki Beppu
Fumiyuki Beppu (født 10. april 1983) er en tidligere japansk professionel cykelrytter.